# Platypalpus malotiensis
Platypalpus malotiensis är en tvåvingeart som beskrevs av Smith 1969. Platypalpus malotiensis ingår i släktet Platypalpus och familjen puckeldansflugor.
Artens utbredningsområde är Lesotho. Inga underarter finns listade i Catalogue of Life.